# لوكاز ترالكا
لوكاز ترالكا (بالبولندية: Łukasz Trałka)‏ مواليد 11 مايو 1984 في جيشوف، بولندا، هو لاعب كرة قدم بولندي يلعب مع لخ بوزنان كلاعب وسط. مثّل منتخب بولندا لكرة القدم.

## روابط خارجية
- لوكاز ترالكا على موقع قاعدة بيانات كرة القدم.إي يو (الإنجليزية)
- لوكاز ترالكا على موقع ناشيونال فوتبول تيمز (الإنجليزية)
- لوكاز ترالكا على موقع Soccerway.com (الإنجليزية)
- لوكاز ترالكا على موقع AS.com (الإسبانية)